# Almedíjar
Almedíjar, en castillan et officiellement (Almedíxer en valencien), est une commune d'Espagne de la province de Castellón dans la Communauté valencienne. Elle est située dans la comarque de l'Alt Palància et dans la zone à prédominance linguistique castillane.

## Géographie

Localisation d'Almedíjar
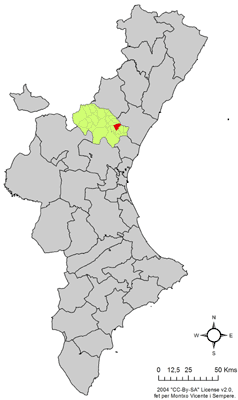
dans la Communauté valencienne.
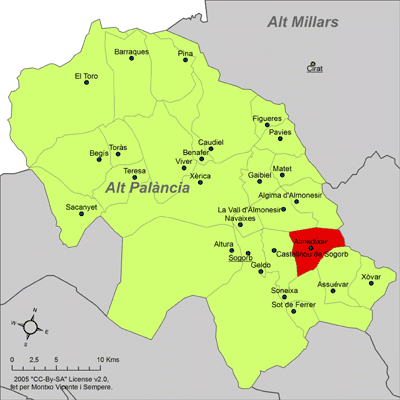
dans la comarque de l'Alt Palància.